# Lovett Tower
La Lovett Tower (anteriormente conocida como MLC Tower) es un edificio en altura de 93 metros ubicado en la ciudad de Canberra, la capital de Australia.

## Características
La torre fue construida en 1973 y desde entonces es la más alta de Canberra. Hasta 2016 fue la sede del Departamento de Asuntos de Veteranos.
Lleva su nombre en honor a la familia Lovett. Esta pertenece al pueblo aborigen gunditjmara y 21 de sus miembros combatieron en las filas del Ejército australiano desde los tiempos de la Primera Guerra Mundial.
En los años 2010 la torre tuvo problemas de ocupación y se habló de convertirla en un hogar para jubilados.